# Archidiecezja Montpellier
Archidiecezja Montpellier (nazwa oficjalna: archidiecezja Montpellier (, Lodève, Béziers, Agde, e Saint-Pons-de-Thomières)) – archidiecezja Kościoła rzymskokatolickiego w południowej Francji. Powstała w III wieku jako diecezja Maguelonne. 27 marca 1536 roku została przemianowana na diecezję Montpellier. W 1822 uzyskała obecne granice, a w 1877 swoją dłuższą nazwę oficjalną. Podczas reformy administracyjnej Kościoła francuskiego w 2002 roku została podniesiona do rangi archidiecezji metropolitalnej.